# Nawalgarh
Nawalgarh (hindi: नवलगढ) är en ort i Indien.   Den ligger i distriktet Jhunjhunūn och delstaten Rajasthan, i den nordvästra delen av landet, 210 km väster om huvudstaden New Delhi. Nawalgarh ligger 391 meter över havet och antalet invånare är 58 346.
Terrängen runt Nawalgarh är platt. Runt Nawalgarh är det tätbefolkat, med 511 invånare per kvadratkilometer. Nawalgarh är det största samhället i trakten. Trakten runt Nawalgarh består till största delen av jordbruksmark.